# Levski (huyện)
Levski là một huyện thuộc tỉnh Pleven, Bungaria. Dân số thời điểm năm 2001 là 25995 người.